# Povej mi nekaj lepega
Povej mi nekaj lepega je prvi samostojni album ansambla Zidaniški kvintet, ki je izšel v samozaložbi na glasbeni CD plošči leta 2011.

## O albumu
Album nosi naslov po istoimenski uvodni skladbi Braneta Klavžarja (posnetek 1).
Okvirno predstavi prva tri leta delovanja zasedbe.
Priložena je zgibanka s kratko predstavitvijo vsebine in sodelujočih.
Med objavljenimi skladbami najdemo tudi sodobno priredbo uspešnice angleškega pevca Toma Jonesa »It's Not Unusual« in narodno-zabavno preobleko popevke »Adijo Špela« Giannija Rijavca in skupine Big Ben.
Razen dveh instrumentalnih skladb so vse ostale pesmi s slovenskimi besedili različnih avtorjev.

## Seznam posnetkov
| CD              | CD                             | CD              | CD                | CD              | CD      |
| Št.             | Naslov                         | Besedilo        | Glasba            | Priredba        | Dolžina |
| --------------- | ------------------------------ | --------------- | ----------------- | --------------- | ------- |
| 1.              | „Povej mi nekaj lepega‟        | B. Klavžar      | B. Klavžar        | P. Kosec        | 3:48    |
| 2.              | „Polka za majolko‟             |                 | K. Leben          |                 | 2:46    |
| 3.              | „Samski stan‟                  | I. Pirkovič     | I. Pirkovič       | A. Deferri      | 3:08    |
| 4.              | „Tako lepo / It's Not Unusual‟ | M. Krajnc       | L. Reed, G. Mills | A. Ogrin        | 2:34    |
| 5.              | „V meni bije slovensko srce‟   | G. Rijavec      | G. Rijavec        | P. Kosec        | 2:41    |
| 6.              | „Pri Megliču‟                  | S. Podboj       | T. Zlobko         | T. Zlobko       | 2:52    |
| 7.              | „Tvoje tangice‟                |                 | T. Zlobko         |                 | 3:04    |
| 8.              | „(Adijo) Špela‟                | G. Rijavec      | G. Rijavec        | P. Kosec        | 2:47    |
| 9.              | „Polna luna‟                   | T. Zlobko       | T. Zlobko         | T. Zlobko       | 2:40    |
| 10.             | „Mati (je) domovina‟           | T. Krkovič      | T. Krkovič        | A. Deferri      | 3:09    |
| Skupna dolžina: | Skupna dolžina:                | Skupna dolžina: | Skupna dolžina:   | Skupna dolžina: | 29:29   |

## Sodelujoči

### Zidaniški kvintet
- Franci Kravcar – klavirska in diatonična harmonika, klaviature
- Primož Kravcar – bariton, pozavna, bas kitara, vokal
- Andrej Mežan – akustična in električna kitara, vokal
- Boštjan Bone – trobenta, bobni, vokal
- Aljoša Deferri – klarinet, saksofon, vokal
- Barbara Leben – vokal

### Gostje
- Bogdan Turnšek – bobni na posnetku 4
- Gianni Rijavec – poje na posnetkih 5 in 8
- Sandra Grmek – poje na posnetkih 5 in 8
- Oto Pestner – poje na posnetku 10

### Produkcija
- Primož Kosec – producent
- Andrej Mežan – producent, tonski mojster, oblikovanje
- Matej Barbo – tonski mojster
- K2 Print – tisk